# Montafon
Il Montafon è una valle laterale dello stato federato austriaco del Vorarlberg. La valle è situata a sud-est della Prettigovia grigionese e della catena montuosa del Reticone. Si estende per 39 km di lunghezza dal valico alpino Bielerhöhe fino a Bludenz ed è attraversata dal fiume Ill. Il punto di massima altezza è il monte Piz Buin a 3312 m.

## Geografia fisica
Il Montafon è diviso da un restringimento della valle tra St. Gallenkirch e Schrunsin. Questo restringimento della valle, la cosiddetta "Fratte", divide il Montafon in una Innerfratte (al di sopra della stretta) e la Außerfratte (al di sotto della stretta).

## Origine del nome
Il nome Montafon, formato da mons/munt e tofus/tovun, che appare per la prima volta intorno al 1100, significa in romancio "valle alpina con gole" Prima veniva menzionato come Ferraires apparsa nell'urbario della Rezia curiense (circa metà del IX secolo), perché la valle era ricca di miniere di ferro e di altiforni.

## Storia

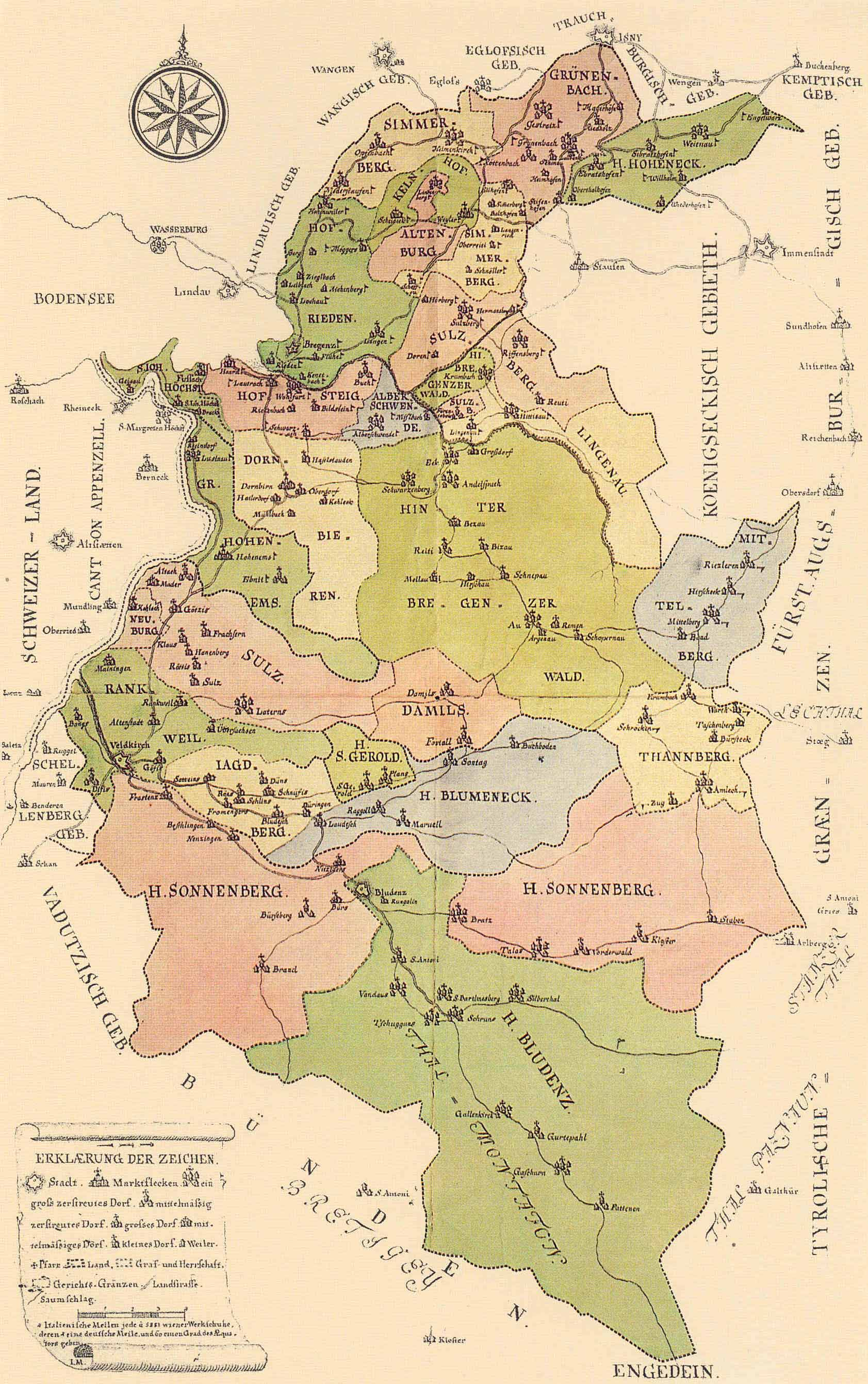
Mappa del Vorarlberg dall'anno 1783

Come dimostrano le indagini archeologiche e botaniche, i primi insediamenti umani nel Montafon risalgono a 5.000 anni fa. Nella foresta di Friagawald, vicino al comune di Bartholomäberg, ci sono resti di un insediamento risalente a 3.500 anni fa, che faceva parte di un potente complesso di castelli dell'età del bronzo.
La valle di Montafon fu originariamente colonizzata da popolazioni che migrarono dalla valle di Walgau e dai Grigioni. La toponomastica retoromanza lo testimonia ancora oggi (per esempio Albona, Gafluna, Montjola, Silvretta, Tilisuna).
Il 13 ottobre 1319 Federico I di Asburgo, detto il Bello, scrisse ad Albertus I., Conte di Werdenberg, affinché quest'ultimo cedesse a suo fratello "argentifodinam seu montem dictum Mvntafúne", la miniera d'argento e la montagna "Mvntafúne".
Questa affermazione è significativa sotto molti aspetti: per la prima volta compare il nome "Mvntafúne", cioè Montafon, e per di più in relazione all'attività mineraria. L'estrazione mineraria giocò ancora un ruolo importante nel Basso Medioevo, specialmente con le miniere d'argento a Bartholomäberg/Kristberg. Grazie alla dendrocronologia, è stato possibile datare i reperti in legno delle miniere.
Nella seconda metà del XIV secolo l'estrazione mineraria nel Montafon diminuì significativamente. Una ragione può essere ravvisata nell’epidemia di peste di quel periodo. Fu solo nel tardo Medioevo che la valle venne colonizzata più intensamente da liberi agricoltori. Dal XV secolo in poi, singole famiglie Walser si stabilirono nella valle, specialmente nella Silbertal. Un forte processo di germanizzazione portò alla scomparsa delle lingue romanze dalla metà del XVI secolo.
Dall'Alto Medioevo fino al 1808, il Montafon, insieme al Vorarlberg meridionale (Capitulum Drusianum), apparteneva alla diocesi di Coira.
Nel XIX secolo la valle esportava formaggio, burro e manodopera (falciatori, pastori e lavoratori) nei Grigioni.

## Geografia antropica

### Comuni

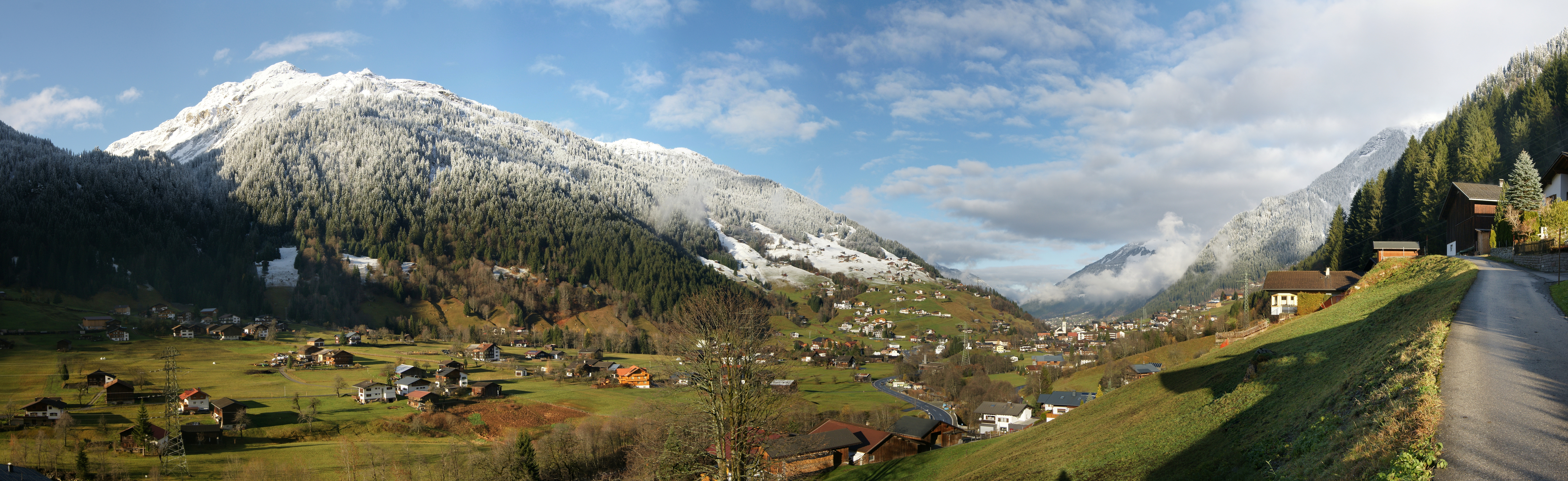
Vista panoramica del comune di Gaschurn

I comuni del Montafon appartengono tutti al distretto di Bludenz.
- Gaschurn (979 m); composto dai villaggi di Gaschurn e Partenen (1051 m)
- Sankt Gallenkirch (878 m); con i villaggi di Gargellen (1423 m) e Gortipohl (950 m)
- Silbertal (899 m)
- Schruns (690 m)
- Tschagguns (697 m)
- Bartholomäberg (1087 m)
- St. Anton nel Montafon (650 m)
- Vandans (648 m)
- Stallehr (600 m)
- Lorüns (583 m)

Queste dieci comunità ospitano complessivamente circa 17.000 abitanti. (Stato: 1º gennaio 2020)

## Cultura

### Musei
I quattro musei del Montafon comprendono:

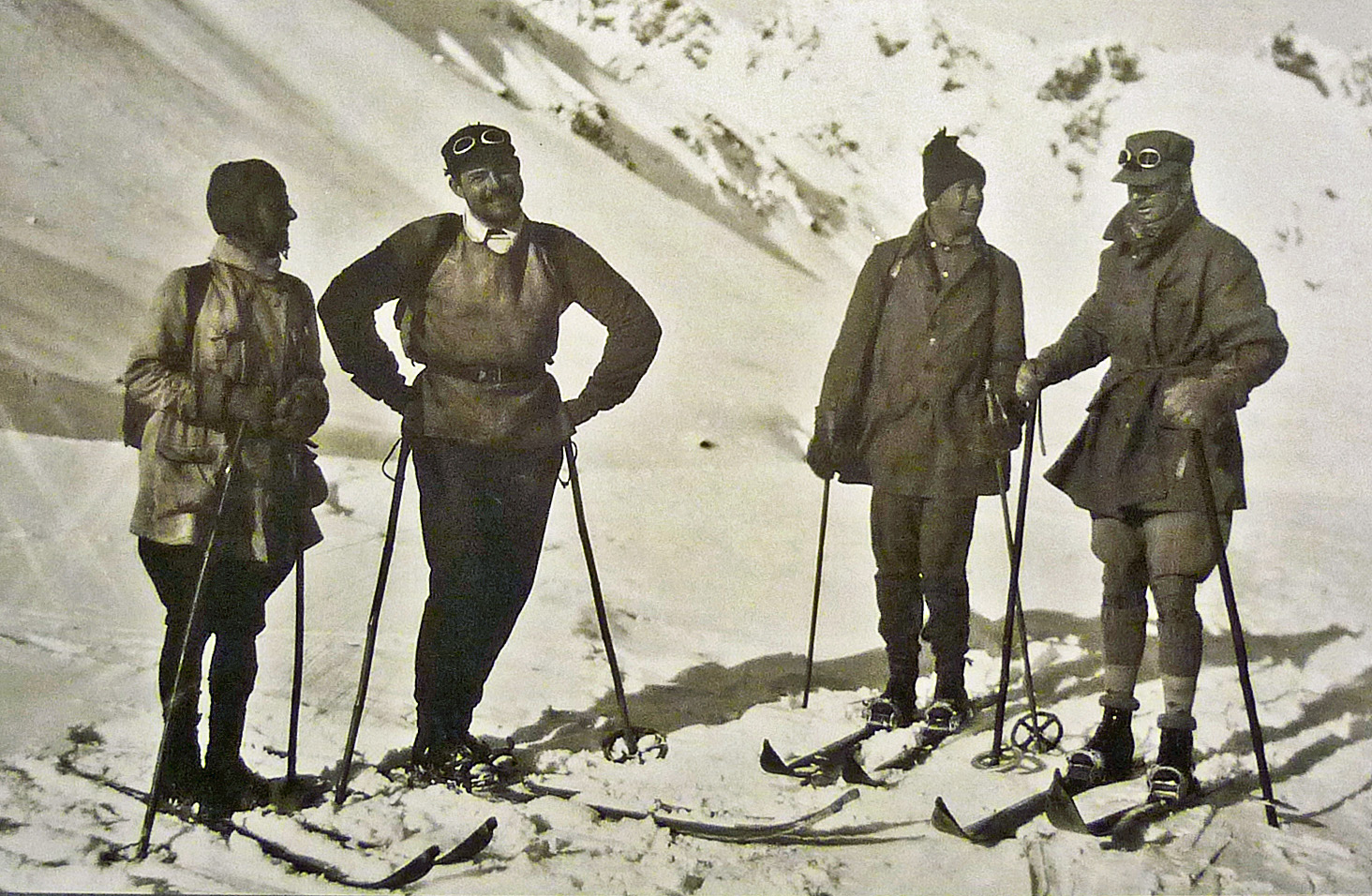
Ernest Hemingway (1899-1961) con lo scrittore John Dos Passos (1896-1970) e il pittore Gerald Murphy (1888-1964) (da sinistra a destra) mentre sciano a Montafon nel 1925/1926.

- il museo di storia locale di Schruns (Heimatmuseum Schruns)
- il museo alpino e del turismo di Gaschurn (Alpin- und Tourismusmuseum Gaschurn)
- il museo delle miniere di Silbertal (Bergbaumuseum Silbertal)
- il museo della prima messa di Bartholomaeberg (Museum Frühmesshaus Bartholomäberg)

### Eventi

#### Montafoner Resonanzen
L'evento Montafoner Resonanzen è un festival musicale annuale nel Vorarlberg (Austria) con concerti di vari generi musicali. La particolarità di questo festival sono i luoghi insoliti in cui si svolgono le esibizioni. I concerti jazz, ad esempio, si svolgono spesso sulle montagne del Montafon, presso rifugi e baite. La serie di concerti si svolge in agosto e settembre.

### Montafoner Baukultur
La Montafoner Baukultur (Cultura edilizia del Montafon) è un titolo assegnato alle case che sono state restaurate e conservate in modo professionale e che quindi rispettano le linee guida del paesaggio culturale di Montafon.
Viene assegnato dal 2015, ogni due anni, agli edifici storici di particolare valore provenienti dall'agricoltura, dal turismo o dalla particolare gestione dell'acqua che sono stati conservati in buone condizioni strutturali o restaurati professionalmente.

### Ernest Hemingway e il Montafon
Il futuro premio Nobel Ernest Hemingway trascorse due vacanze invernali di diversi mesi a Schruns (inverno 1924/1925 e inverno 1925/1926). Nelle sue opere “Le nevi del Kilimangiaro” e “Festa mobile”, l'autore statunitense ha scritto molto sulla regione e l'ha resa famosa a livello internazionale.

### Montafon Science Award
Il premio scientifico Montafon (Montafon Science Award) assegnato ogni due anni dall’associazione Stand Montafon onora il lavoro di scienziati che si occupano di una vasta gamma di argomenti legati al Montafon.
Nel 2020 il premio è stato assegnato ad una giovane ricercatrice geologa, dottoranda all'Università di Vienna (University of natural resources and life science Vienna), per la sua pubblicazione nella rivista scientifica Quaternary Science Reviews sul cambiamento glaciale nel massiccio del Silvretta (Alpi austriache).

## Tradizioni e folclore

### Casa Montafon

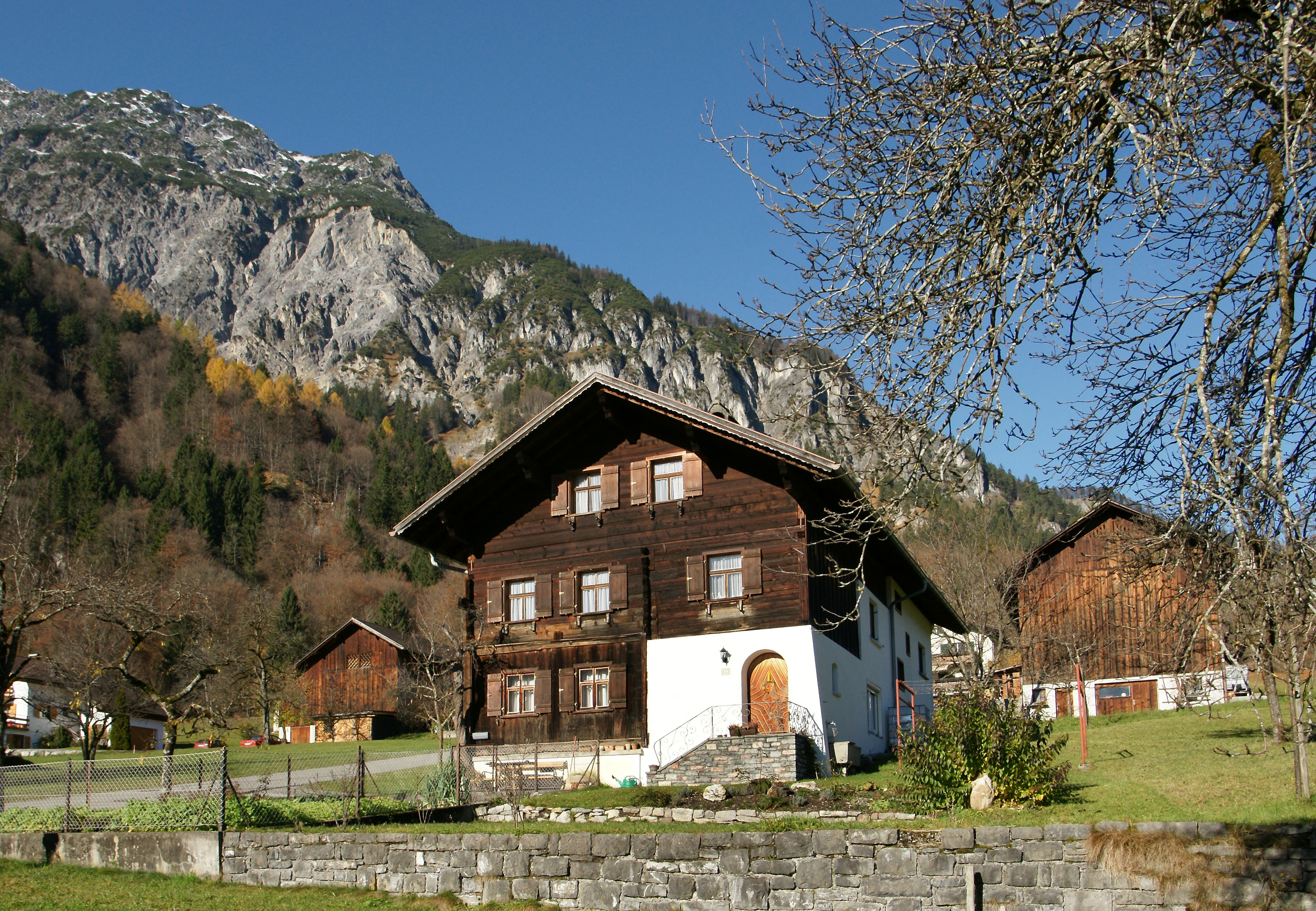
Una tipica Casa Montafon.

La Casa Montafon è una forma architettonica di casa peculiare della valle che si è sviluppata dalle case reto-romane e walser. È emersa una nuova forma fatta di pietra e legno. Come forma di costruzione indipendente è conosciuta come "Montafoner Haus".

### Tavolo Montafon

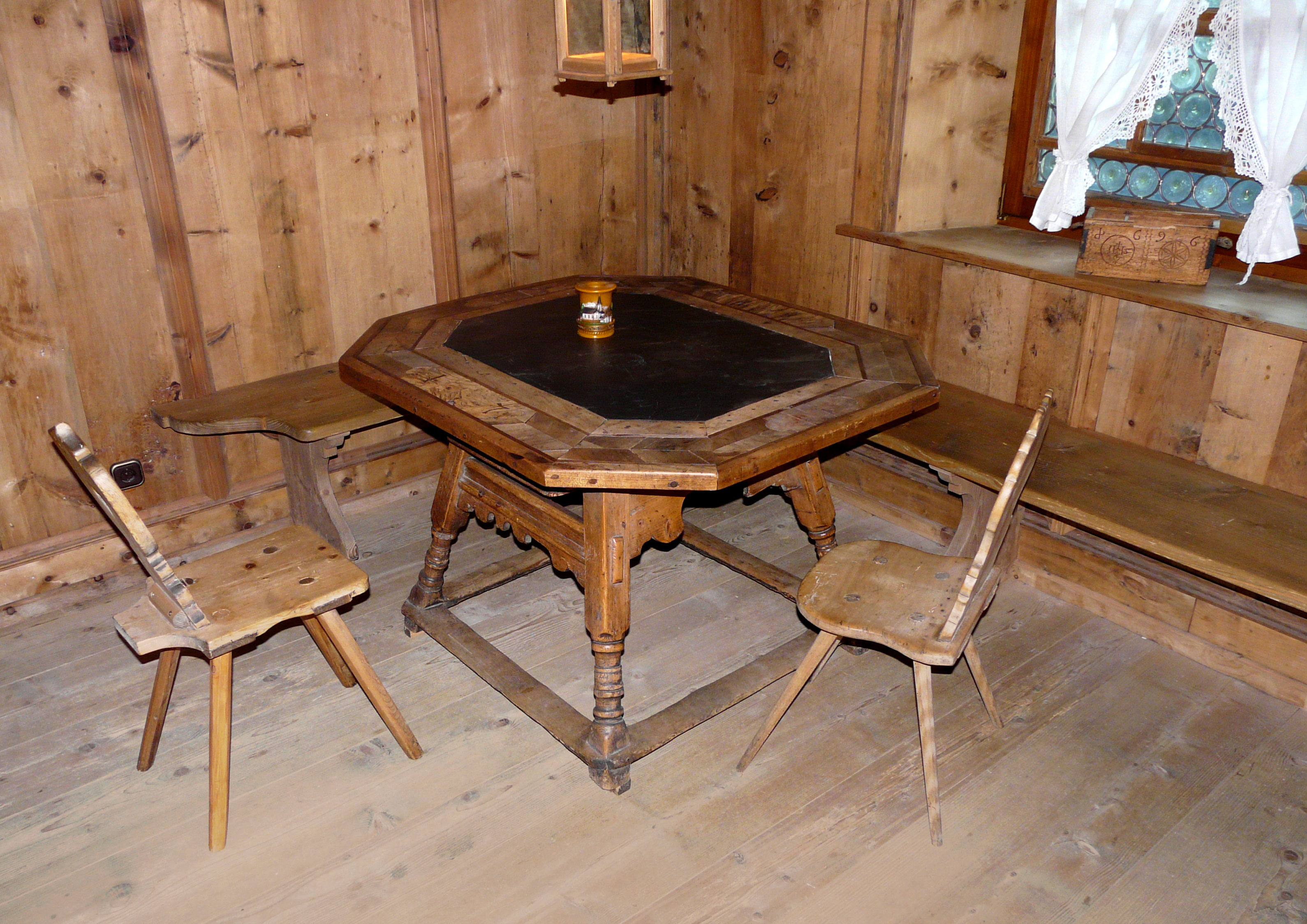
tipico tavolo del Montafon (Montafoner Tisch)

Questo mobile tradizionale è caratterizzato da un piano quadrato o ottagonale decorato con intarsi e un piano di ardesia intarsiato al centro.  L'asse di ardesia impediva che le pentole calde bruciassero il legno e serviva anche come lavagna per scrivere. Il tavolo è di solito accompagnato da una panca d'angolo, due o più sedie con il Herrgottswinkel nell’angolo una piccola edicola dedicata alla preghiera con una croce, un rosario, una Bibbia e immagini votive.
I più antichi tavoli Montafon conservati risalgono al 1700 circa.

### Costume tradizionale Montafon

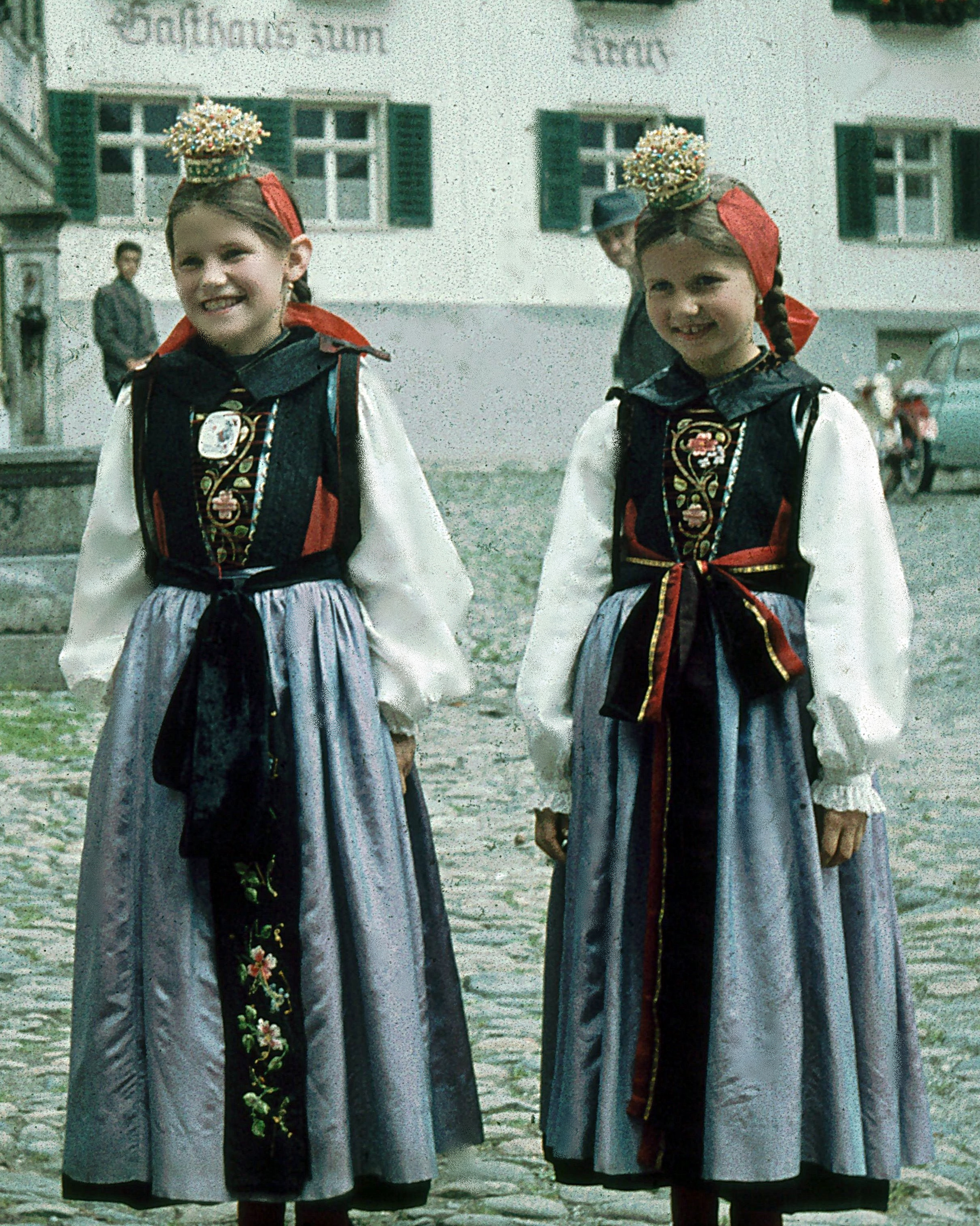
Costume tradizionale di Montafon (Schruns)

Gli elementi tipici del costume tradizionale Montafon sono:
- il vestito, il juppe
- due varianti di giacche (Glögglitschopa e Schlutta),
- un pettorale ricamato
- capi speciali:
  - Mäßli, un copricapo femminile fatto di feltro di lana, tinto di nero
  - berretto di pelliccia, ovale-rotondo, con un’apertura in alto, fatto di pelliccia di lontra nera
  - Schnelle  (cuffia alla francese) per i mesi invernali
  - il cappello Sander, che apparve più tardi. (Ha preso il nome dal suo creatore, il cappellaio Sander di Schruns.)
  - Schäppele (o Krönele) - copricapo femminile in argento e oro, fili di metallo arricciati. Assemblato con piccoli fiori di metallo e sfere di vetro per formare una corona semicircolare di circa 8 cm di diametro.

Una caratteristica speciale del costume di Montafon è il costume delle ragazze. Solo le ragazze non sposate possono indossarlo con le maniche bianche lunghe. Allo stesso modo, la piccola corona (Schäppele) poteva essere indossata solo nelle feste della chiesa ed era un segno di non essere ancora sposate.

## Cucina

### Sura Kees del Montafon

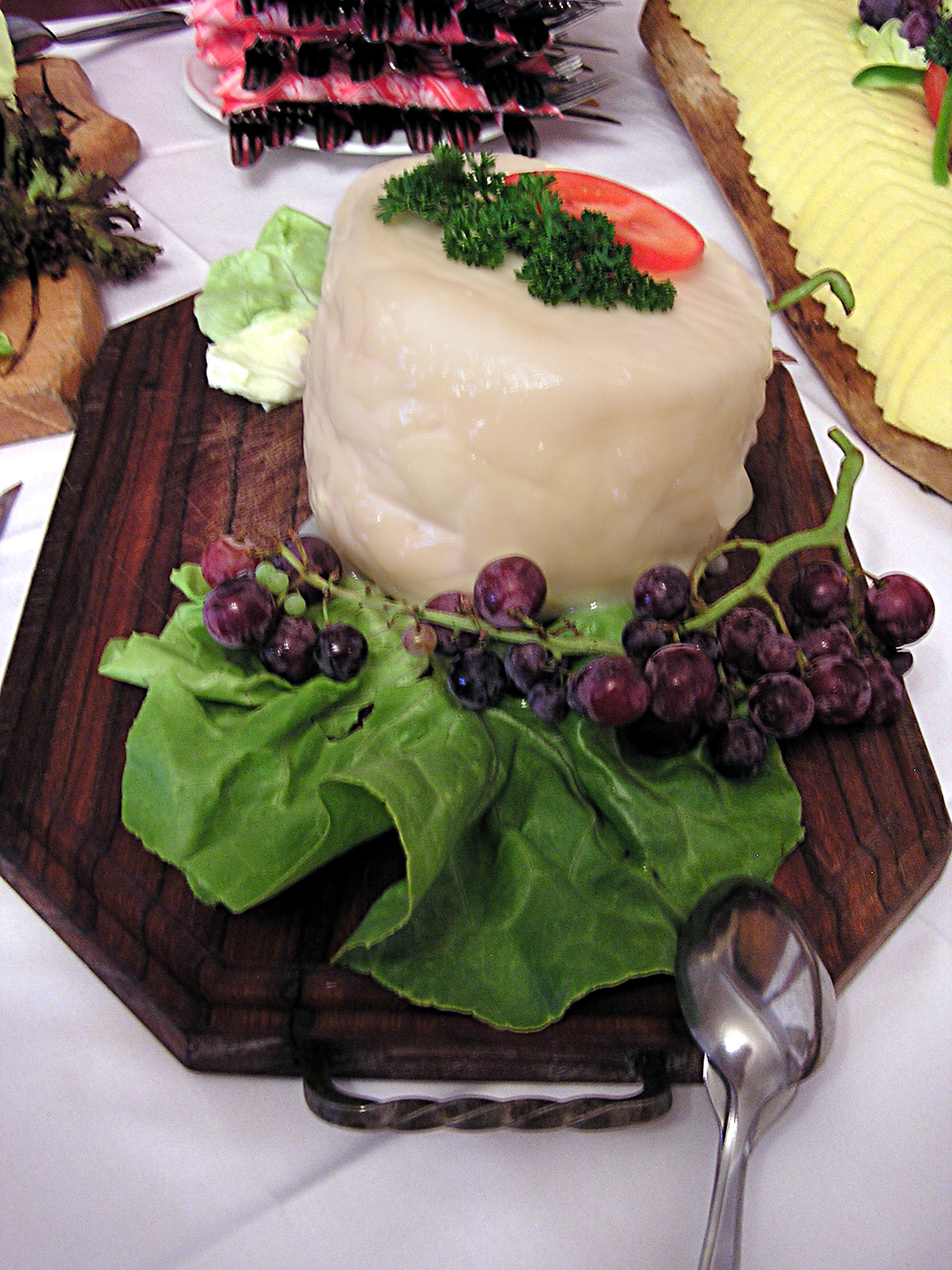
Sura Kees del Montafon.

Il Montafoner Sura Kees (in dialetto “Sura Kees” significa formaggio acido, in tedesco “Sauerkäse”) è un formaggio di latte acido del Vorarlberg Montafon. È conosciuto fin dal XII secolo ed è simile al formaggio grigio tirolese.
I due tipi produzione di Sura Kees sono:

#### Produzione di pascolo alpino del Sura Kees
Una piccola parte della produzione di Sura Kees, circa 10.000 chili, è prodotta in alpeggio, il resto, molto più grande, nei caseifici in valle. La produzione dell'alpeggio non si trova quasi mai nel commercio, ma viene piuttosto venduta fuori dalla fattoria o consegnata a stabilimenti gastronomici selezionati.

#### Produzione a valle del Sura Kees
La maggior parte della produzione del Sura Kees è fornita da diversi caseifici nella provincia del Vorarlberg. Il latte crudo delle mucche che pascolano sugli alpeggi del Montafon viene consegnato a queste latterie "nella valle". Per rispettare meglio le norme igieniche, il latte viene pastorizzato e poi sgrassato all'uno per cento di grasso.